# Lily Tobias
Lily Shepherd Tobias (1887–1984) fue una escritora británica y activista por el sufragio, trabajo, paz y un hogar nacional judío en Palestina. Escribió cuatro novelas, cuentos y obras de teatro.

## Biografía
Lily Shepherd nació en Swansea, hija de Tobias Shepherd (cuyo nombre de nacimiento era Tevia Rudinsky) y Chana Beila Shepherd. Creció en Ystalyfera en el valle de Swansea. Sus padres eran inmigrantes judíos polacos y la familia hablaba yidis en casa. Su padre tenía un negocio de venta de papel tapiz y artículos de decoración de vidrio. Sus hermanos Isaac, Salomón y Joseph fueron arrestados y encarcelados como objetores de conciencia durante la Primera Guerra Mundial. Otro hermano, Moss, fue arrestado y encarcelado por mentir sobre su edad para evitar el servicio militar.

## Carrera
Escribió artículos para Llais Llafur, un diario socialista galés, en 1904. Realizó campañas pro sufragio femenino, objetores de conciencia y derechos de los trabajadores, entre otros. Trabajó en la fundación de mujeres sionists de Gran Bretaña y estuvo activa en la Women's International Zionist Organization mientras vivía en Palestina.
Escribió 4 novelas y una colección de historias cortas. Su adaptación de la obra de George Eliot, Daniel Deronda para teatro, fue presentada en Londres en 1927 y 1929, cuyo elenco incluyó a Sybil Thorndike, Marie Ney y Esme Percy. Su novela My Mother's House (1931) es sobre un judío galés que se muda a Palestina. Eunice Fleet (1933) trata sobre un objetor de conciencia durante la Primera Guerra Mundial.
Dos de sus novelas han sido reimpresas por Honno Press, que también publicó una biografía de Tobias por Jasmine Donahaye en 2015.

## Publicaciones
- The Nationalists (historia corta)
- My Mother's House (1931)[10]
- Eunice Fleet (1933)[11]
- Tube (1935)
- The Samaritan (1939)

## Vida privada
Lily Shepherd se casó con Philip Valentine Tobias en 1911, y la pareja emigró a Palestina en la década de 1930. Enviudó en 1938, cuando Philip fue apuñalado fatalmente. Vivió por un tiempo en Sudáfrica. Murió en 1984, a la edad de 96 años, en Haifa, Israel.